# Польское военное кладбище в Казамассиме
Польское военное кладбище в Казамассиме (пол. Polski Cmentarz Wojenny w Casamassima, итал. Cimitero militare polacco di Casamassima) — польское военное кладбище Второй мировой войны в Казамассиме, Италия.
На кладбище похоронено 429 польских солдат и офицеров Армии Андерса, павших в боях на «Линии Густава» на реке Сангро, и умерших от ран в госпиталях Казамассимы, Бари и Неаполя.
Кладбище было обустроено в 1944—1946 годах, по окончании строительства освящено.
В центре кладбища на алтаре размещено изображение Виленской Остробрамской иконы Божьей Матери с надписью: «Ne vi ius opprimatur fortiter et nobiliter ceciderunt» («Они не были сломлены силой, они умерли мужественно и благородно»).
Ворота кладбища украшены изображениями русалок — символов Варшавы и увенчаны надписью — цитатой из Второго послания святого Павла к Тимофею: «Bonum certamen certavi Fidem conservavi ideo reposita Est mihi corona iustitiae» («Я хорошо сражался, я сохранил веру, и теперь меня ждёт венок справедливости»).
На кладбище, среди прочих, был похоронен Хенрик Сухарский — майор Армии Андерса, участник обороны Вестерплатте, останки которого в августе 1971 года были эксгумированы и вывезены в Польшу, а 1 сентября того же года торжественно перезахоронены на военном кладбище Вестерплатте.
Кладбище находится под патронатом муниципалитета Казамассимы и Почётного консульства Польши в Бари.
Польско-итальянские взаимоотношения относительно польских военных кладбищ в Италии, в том числе кладбища в Казамассиме, регулируются положениями «Соглашения между Правительством Республики Польша и Правительством Итальянской Республики о военных захоронениях», подписанного в Риме 30 марта 2012 года.